# Aeroportul Nizhnevartovsk
Aeroportul Nizhnevartovsk (IATA: NJC, ICAO: USNN) este un aeroport din Nijnevartovsk, Districtul autonom Hantî-Mansi, Regiunea Tiumen, Rusia ce deservește zona Nijnevartovsk. Aeroportul a fost tranzitat în 2021 de 638.925 de pasageri. A fost numit după Viktor Muravlenko⁠(d).
Situat la o altitudine de 54 m, aeroportul dispune de 1 pistă.

## Infrastructură

### Piste
Aeroportul dispune de o singură pistă. Pista are orientarea 03/21. 